# Euphorbia major
Euphorbia major là một loài thực vật có hoa trong họ Đại kích. Loài này được (Pax) Bruyns mô tả khoa học đầu tiên năm 2007.

## Hình ảnh

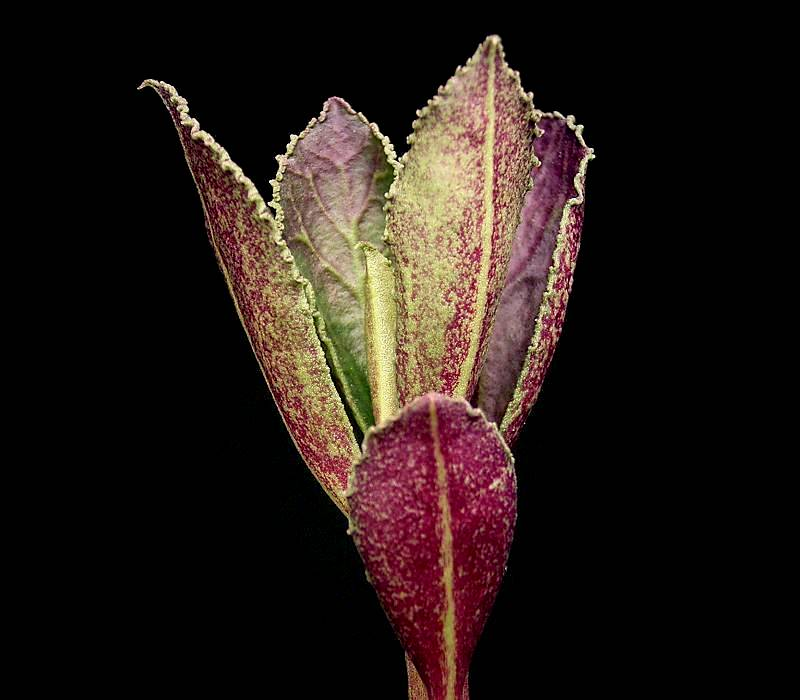